# Vielblütige Weißwurz
Die Vielblütige Weißwurz (Polygonatum multiflorum, Syn. Convallaria multiflora), auch Vielblütiges Salomonssiegel, Wald-Weißwurz oder Wald-Salomonssiegel genannt, ist eine Pflanzenart, die in die Familie der Spargelgewächse (Asparagaceae) gehört. Umgangssprachlich wird sie oft nur „Salomonssiegel“ genannt, was jedoch wegen der Namensgleichheit mit dem ähnlichen, aber viel selteneren Echten Salomonssiegel ungünstig ist.

## Beschreibung

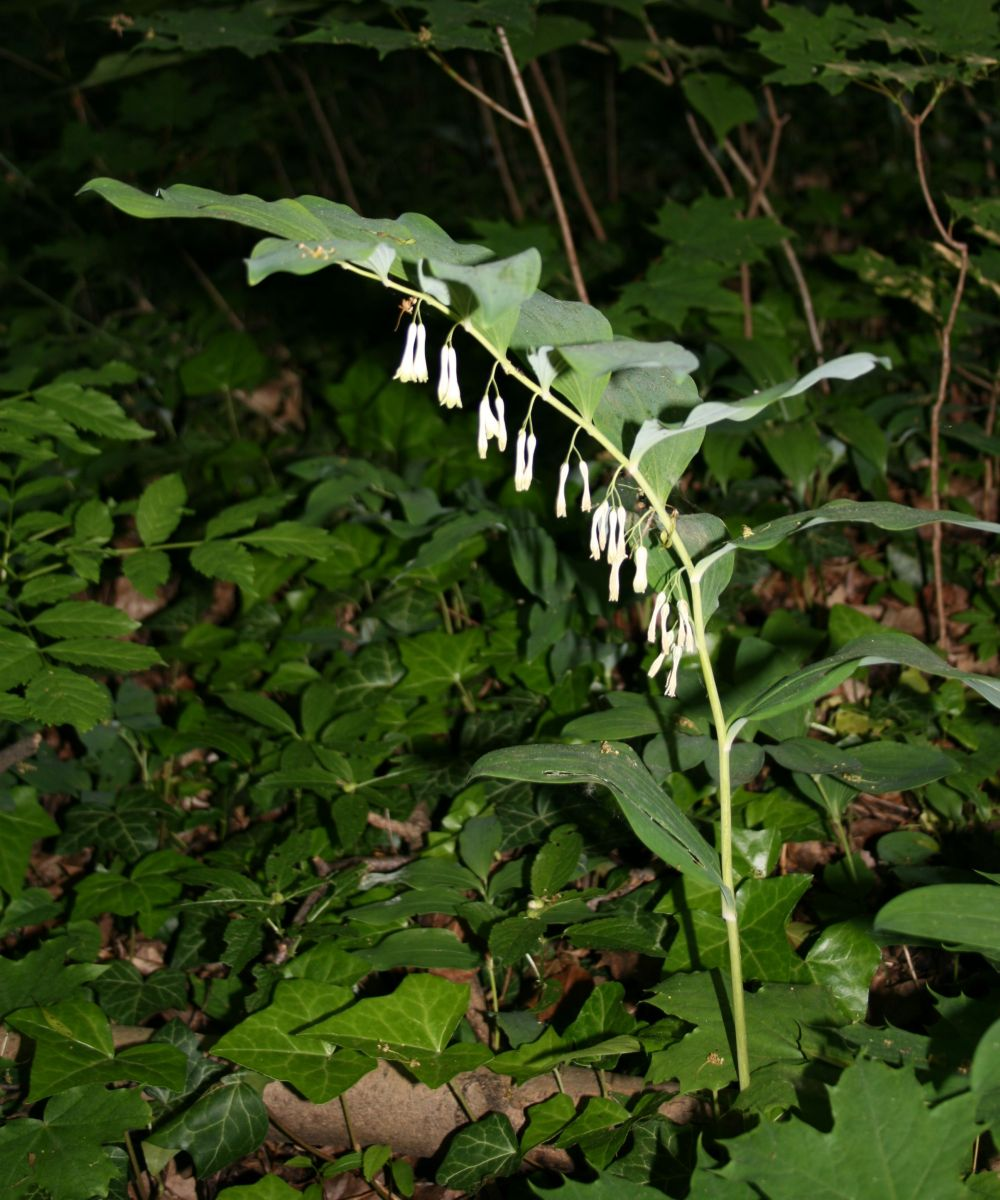
Habitus

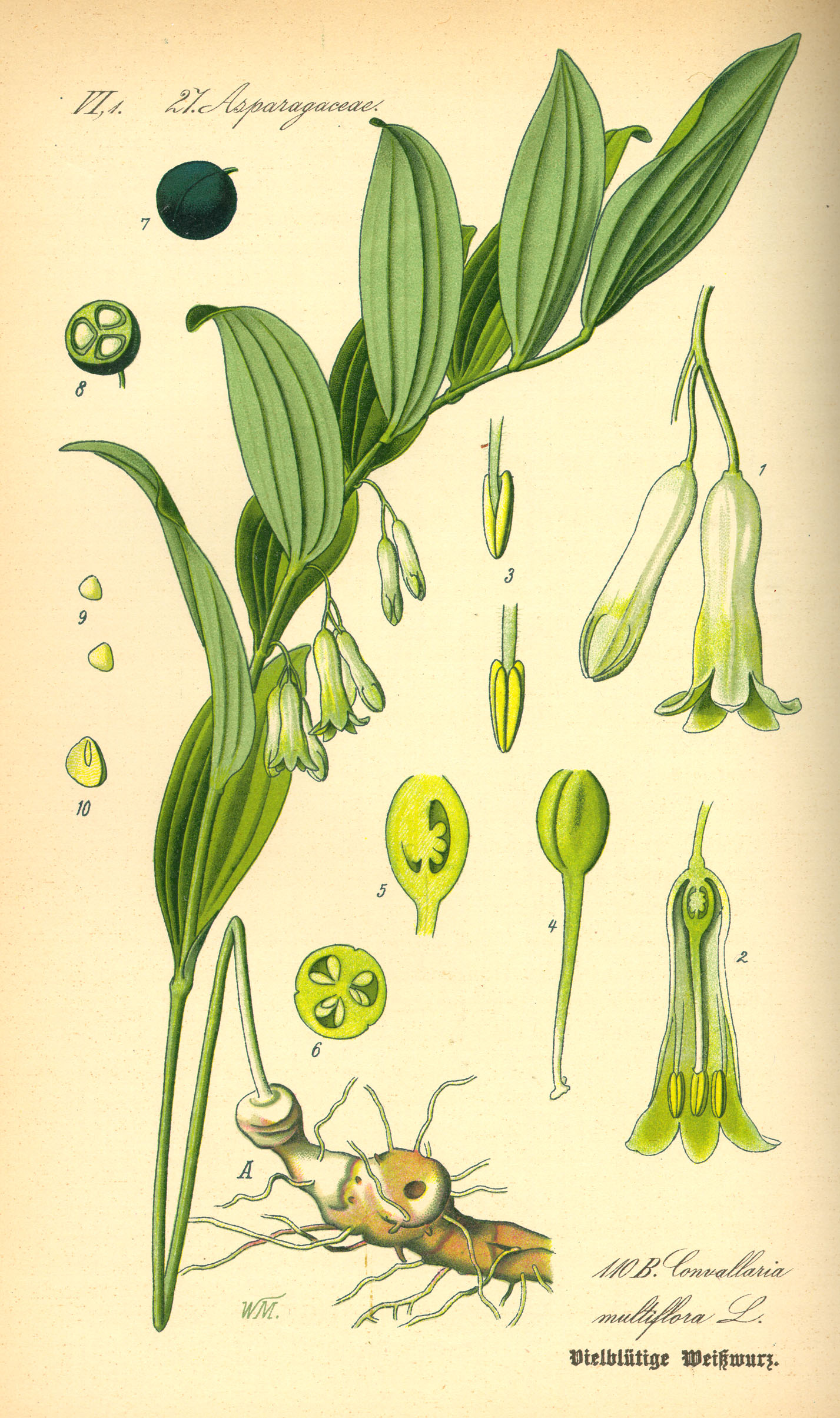
Illustration der Vielblütigen Weißwurz (Polygonatum multiflorum)

Die Vielblütige Weißwurz wächst als sommergrüne, ausdauernde krautige Pflanze und erreicht Wuchshöhen von 30 bis 60 (100) Zentimetern. Ihr aufrechter, übergebogener Stängel besitzt einen runden oder stumpfkantigen Querschnitt.
Dieser Geophyt bildet ein Rhizom als Überdauerungsorgan. Das auffällige, weiße Rhizom (daher der Name „Weißwurz“) besitzt einen Durchmesser von etwa 5 bis 9 mm. Es ist knotig verdickt (griechisch poly für „viel“ und gony für „Knoten“), wobei die Knoten jeweils einem Jahreszuwachs entsprechen. Sie entstehen als seitliche Verzweigungen aus der Achsel von schuppenförmigen Niederblättern, während sich die Rhizomspitze jeweils in den aufrechten Blütenspross verlängert. Das Rhizom stellt also ein Sympodium dar. Es wurden bis zu 17 Jahresabschnitte hintereinander gezählt. Die scheibenförmigen Vertiefungen auf der Oberseite der Knoten sind die Abnarbungsstellen der Blütensprosse. Mit den zahlreichen Leitbündelnarben erinnern die Knoten an ein Siegel (daher der Name „Salomonssiegel“).
Die wechselständig und zweizeilig angeordneten Laubblätter sind sitzend oder kurz gestielt und einfach. Die eiförmige bis länglich-elliptische Blattspreite ist am Grund verschmälert, 5 bis 17 cm lang und 2 bis 7,5 cm breit. Die Blattoberseite ist dunkelgrün und die Blattunterseite graugrün bereift.
In den Blattachseln stehen traubige Blütenstände, die jeweils drei bis fünf Blüten enthalten. Die ungehaarten Stiele der Blütenstände sind 10 bis 12 mm und die der Blüten sind 6 bis 7 mm lang. Die hängenden und geruchlosen Blüten sind dreizählig. Die sechs gleichgestalteten Blütenhüllblätter (Perigon) sind röhrig verwachsen, weiß mit grünen Spitzen und 11 bis 15 (bis 18) mm lang. Die Staubblätter sind spärlich flaumig behaart.
Die Blütezeit reicht von Mai bis Juni.
Die dunkelblauen bis schwarzen Beeren sind bereift und besitzen einen Durchmesser von etwa 7 bis 9 mm. Die Fruchtreife erfolgt zwischen August und September.
Die Chromosomenzahl beträgt 2n = 18, 20, 28 oder 30.

Bilder
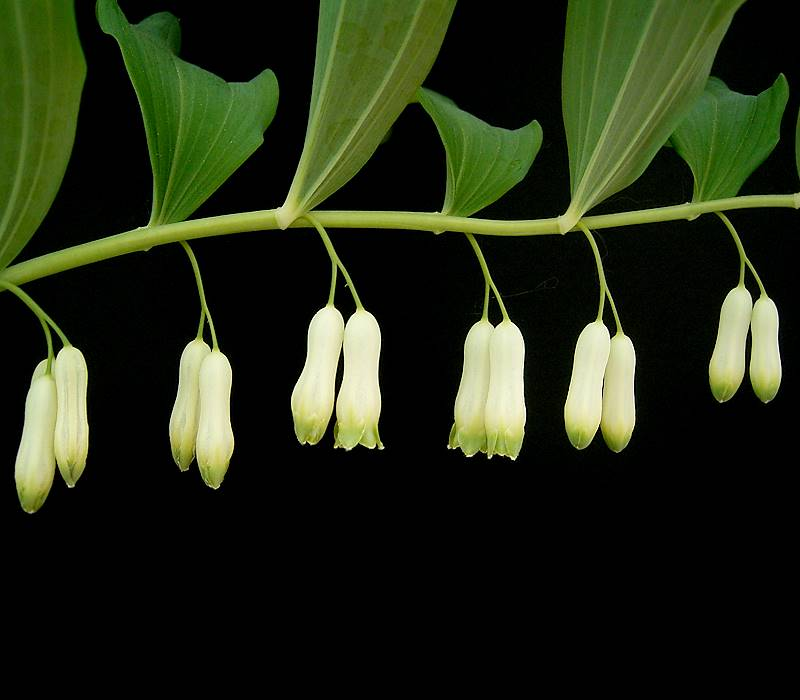
Blüten in Nahaufnahme; sie stehen bei dieser Art immer zu mehreren in den Blattachseln (multiflorum = vielblütig)
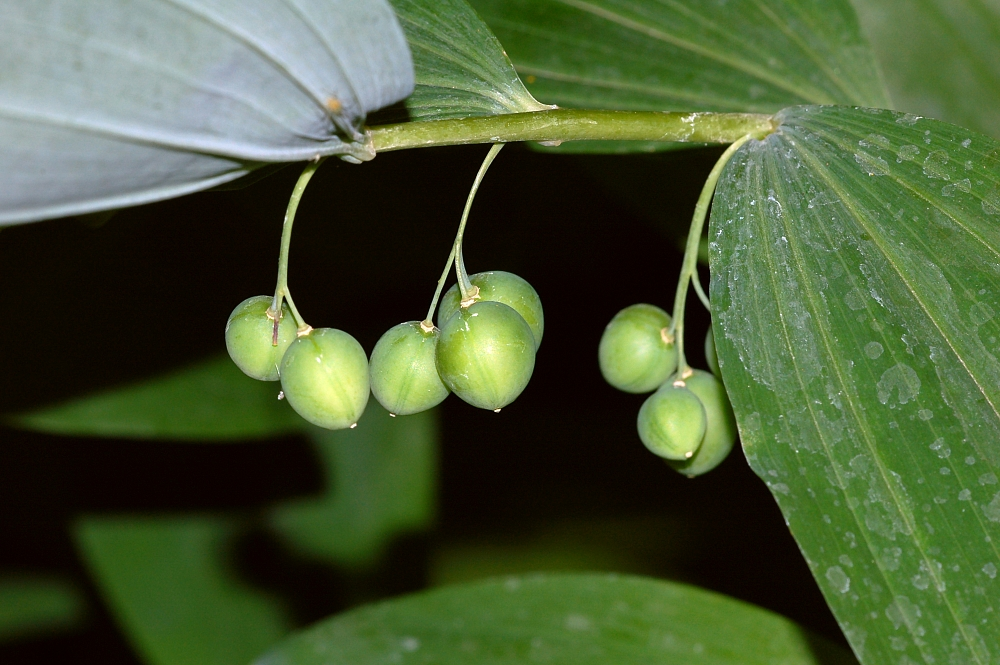
Unreife Früchte im Juni
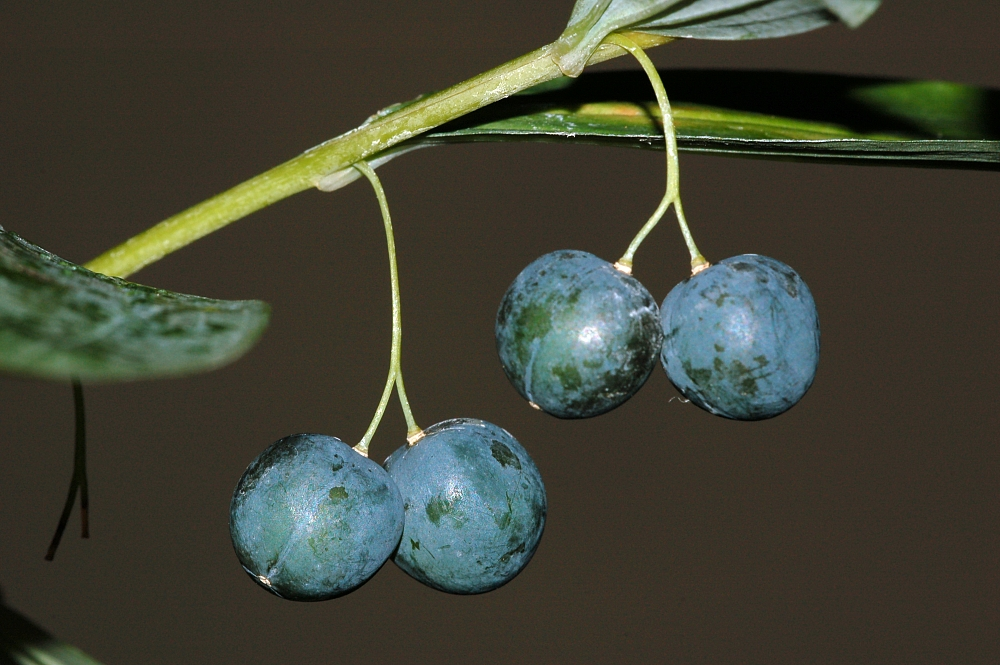
Reife Früchte im September

## Verbreitung und Ökologie
Die Vielblütige Weißwurz ist in den gemäßigten Klimazonen Eurasiens und Nordamerikas weit verbreitet.
Man findet die Art recht häufig in krautreichen Buchen-, Eichen- und Nadel-Mischwaldgesellschaften. Sie liebt lockere, basenreiche, oft kalkhaltige Lehmböden in schattiger Lage. Nach Ellenberg ist sie intermediär-kontinental verbreitet, ein Frischezeiger, mäßig stickstoffreiche Standorte anzeigend und eine Charakterart der Edellaub-Mischwälder (pflanzensoziologische Ordnung Fagetalia sylvaticae). In den Allgäuer Alpen steigt sie im Tiroler Teil bei Elbigenalp bis über 1000 Metern Meereshöhe auf.
Die Vielblütige Weißwurz ist ein Geophyt. Die Blüten sind homogame „Glockenblumen mit klebrigem Pollen“. Der Nektar ist nur von langrüsseligen Hummeln erreichbar oder von Schmetterlingen, die aber nur selten die Blüten aufsuchen. Selbstbestäubung ist häufig. Die Früchte sind giftige Beeren, die widerlich süß schmecken. Es findet Verdauungsausbreitung statt. Vegetative Vermehrung erfolgt durch Verzweigung des Rhizoms.
Die Vielblütige Weißwurz ist die Wirtspflanze der Salomonssiegel-Blattwespe, deren Larven im Frühjahr die Blätter, Blüten und Fruchtanlagen der Pflanze stark befressen können.

## Giftigkeit und Verwendung
Alle Pflanzenteile sind giftig, vor allem die Beeren; sie enthalten Saponine und andere Giftstoffe. Ältere Angaben über das Vorkommen von herzwirksamen Herzglykosiden wurden nicht bestätigt.
Es sind steroidale Saponine und Flavonoide enthalten. Sie werden zur Wundheilung eingesetzt, besonders aufgrund der antibakteriellen Wirkung. Die Droge wird auch wegen ihrer schleimlösenden Wirkung verwendet.

## Mythologie

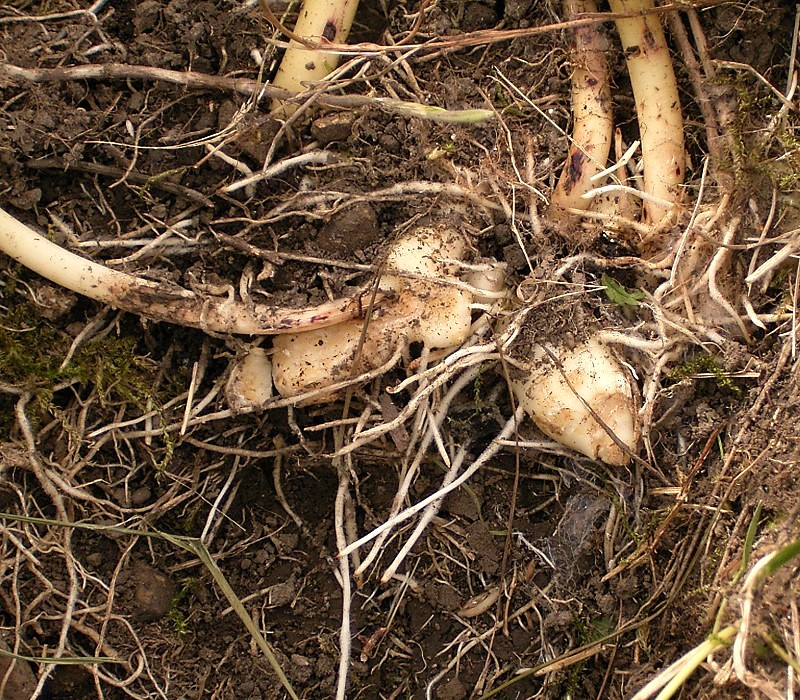
Rhizome und Wurzeln

Den Arten der Gattung Polygonatum wurden früher geheimnisvolle Kräfte nachgesagt: Nach der Signaturenlehre galten sie als Mittel gegen Hühneraugen. Nach der Sage ist das Rhizom die geheimnisvolle „Springwurz“, die nur der Specht zu finden weiß, und bei deren Besitz sich verschlossene Türen durch Zauberschlag öffnen und verborgene Quellen entdecken lassen. Sie kommt in Grimms Deutsche Sagen Nr. 9 Die Springwurzel vor, bei Bechstein Nr. 284 Köterberg, und in Bechsteins Märchen Die Hexe und die Königskinder und Die goldene Schäferei. Auch der biblisch nicht belegte Siegelring des Königs Salomo spielt eine Rolle als Symbol von Zauberpraktiken.
Der Schwarzspecht ist ein Kräutermann,
Kennt manches Zauberkraut im Tann,
Das im Verborgnen sprießet.
Er hält ob einer Wurzel Wacht,
Die alle Schlösser springen macht
Und jede Tür erschließet.
(Rudolf Baumbach)

## Geschichte
Im Mittelalter und der frühen Neuzeit wurde der Name „Weißwurz“ auch für den Diptam (Dictamnus albus) verwendet. Beispiele aus einer Nürnberger Rezeptsammlung aus dem Jahr 1474 (Heidelberg, Cpg 545):
- Blatt 51v: „… fur wetag der zend[7] … Nim diptanum weiß wurcz …“,[8]
- Blatt 70v: „… Item fur die heffmutter oder permutter.[9] Nÿm lorper wurcz vnd weÿdwurcz[10] rocken muter gepuluert vnd yn wein getruncken warm …“[11]
- Blatt 75v: „… Das antzlucz ſchon zu machen. Item Nÿm pan plued waſſer weiß liligen waſſer roſen waſſer geleich vnd nÿm aram vnd weißwurcz vnd ſtoeß ſie wol ÿnn eim morſer vnd Nÿm den ſaft thu die waſſer vnd ſaft zu ſam vnd nym Canffer vnd zerstoeß den klein vnd thue yn dar zu vnd brenne es ander weit auf dem bren hut Das lauter werd behalcz ym glas verdeckt vnd waſch dich do mit ſo gewinſt ein zirlich ſchon vel vntter den augen vnd es vertreibt mail vnd rufuß…“[12]

In den Mainzer Kräuterbüchern Gart der Gesundheit (1485) und Hortus sanitatis (1491) wurde dem Kapitel Diptam eine Abbildung der Vielblütigen Weißwurz vorangestellt.
Im Mainzer Herbarius moguntinus (1484) dagegen, wurde das Kapitel Diptamus durch eine abstrahierte Abbildung illustriert, die mehr die Wesenszüge des Diptam als diejenigen der Vielblütigen Weißwurz zeigte.
1500 schrieb Hieronymus Brunschwig in seinem Kleinen Destillierbuch über die Doppelverwendung des Namens Weißwurtz:
„Wyß wurtz waſſer / das krut von den latiniſchen ſigillum ſalomonis vnd von den tütſchen wyß wurtz genant / doch ſo würt offt wyſſer diptam vmb ſyner wyſſen wurtzeln willen ouch von den tütſchen wyß wurtz genant / das iſt aber falſch. …“
Nachdem Hieronymus Bock 1539 eine kleine schmalblättrige Weißwurtz-Art erwähnt hatte, lieferte Leonhart Fuchs 1543 in seinem New Kreuterbuch eine eindeutige botanische Unterscheidung der Weißwurzarten Vielblütige Weißwurz (Polygonatum multiflorum) und Quirlblättrige Weißwurz (Polygonatum verticillatum).

### Historische Abbildungen

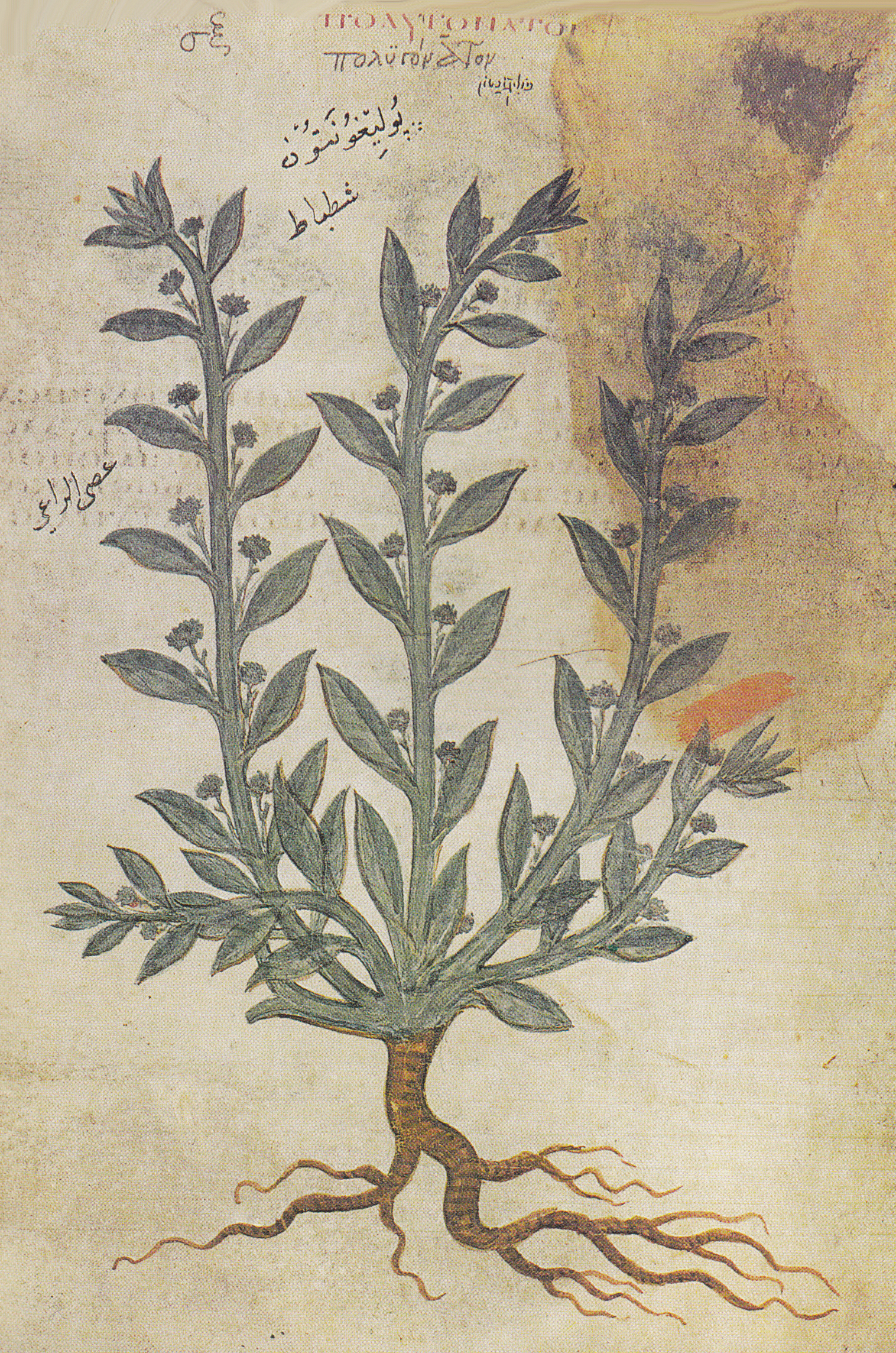
Wiener Dioskurides 6. Jahrhundert Polygonaton
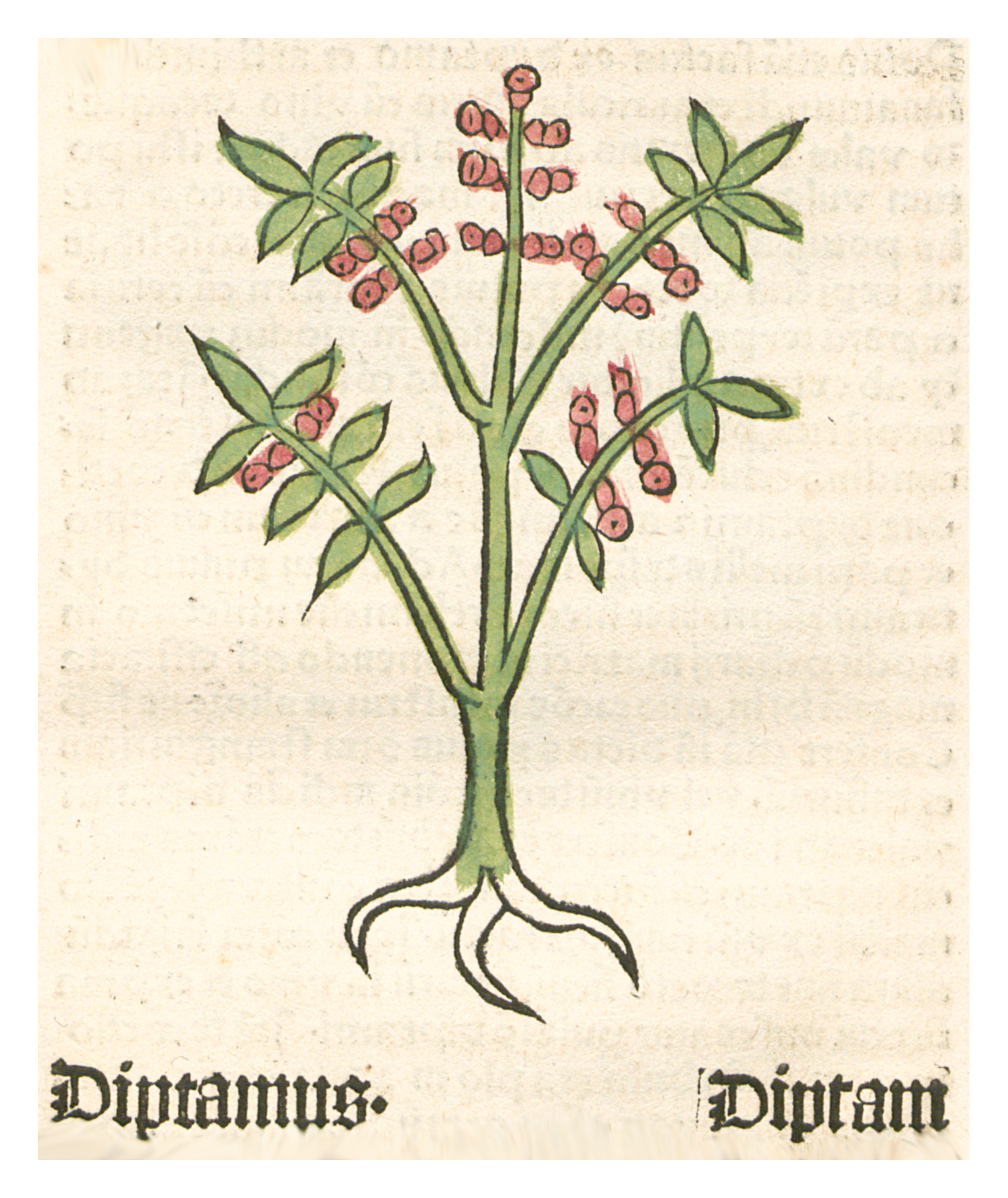
Herbarius moguntinus 1484 Diptam
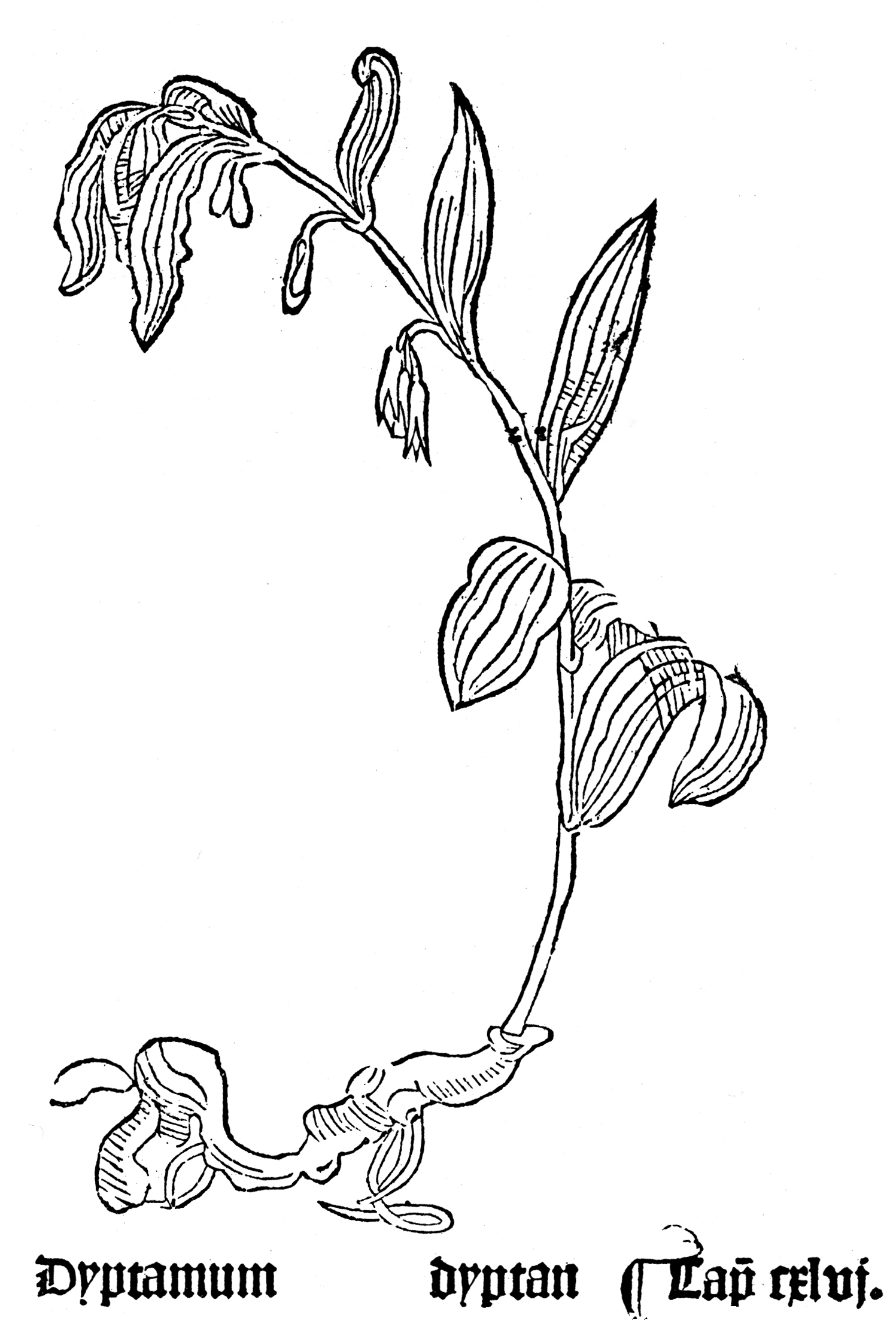
Gart der Gesundheit 1485 Diptamum
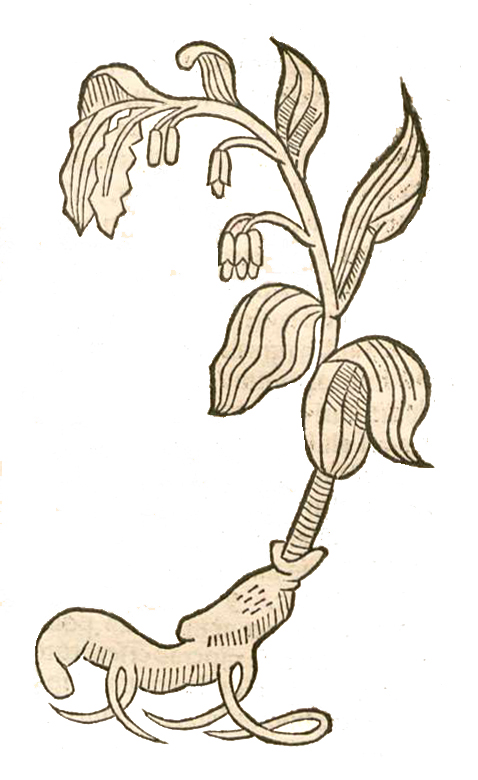
Hortus sanitatis 1491 Diptamum
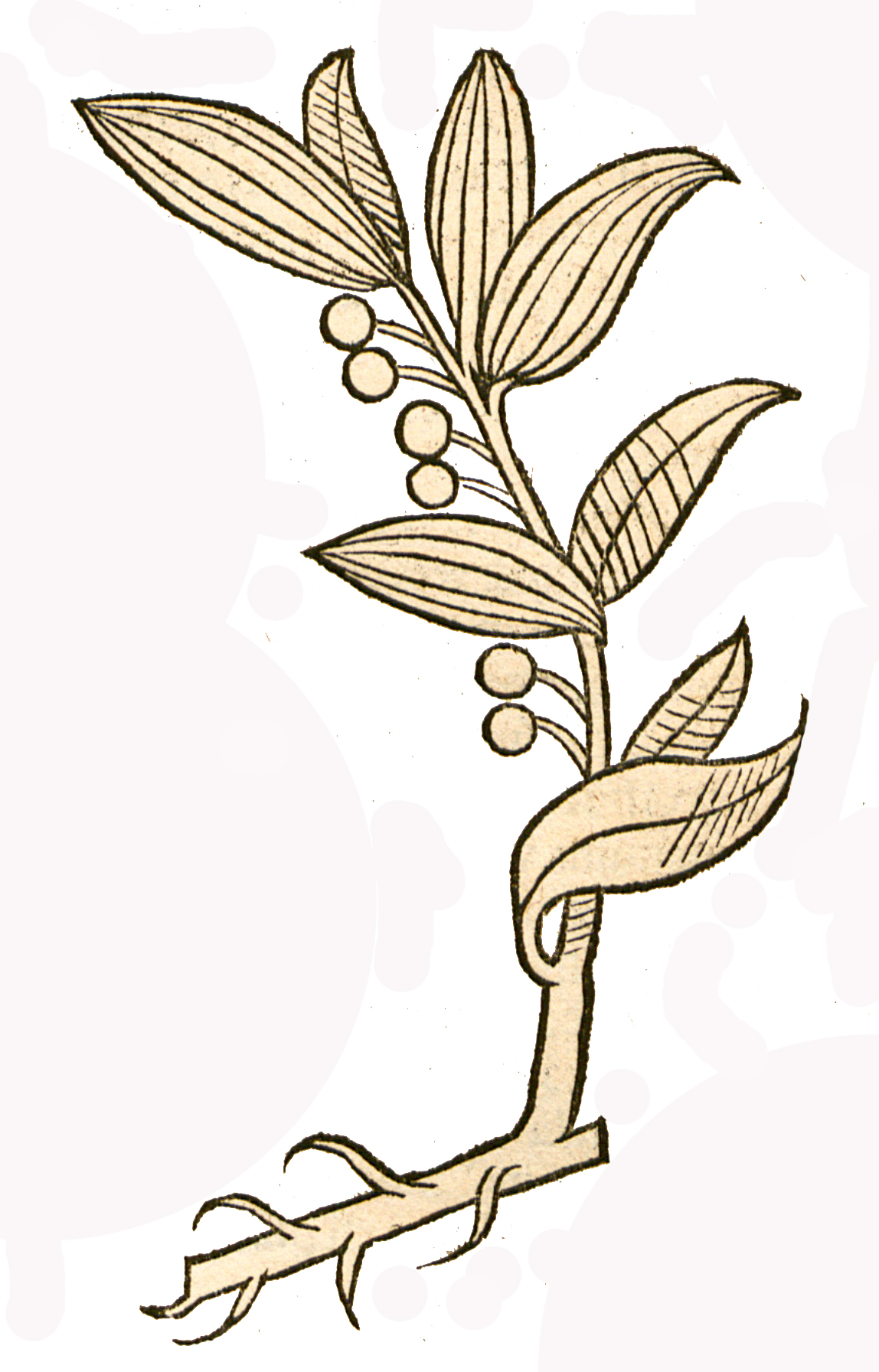
Hortus sanitatis 1491 Elleborus albus
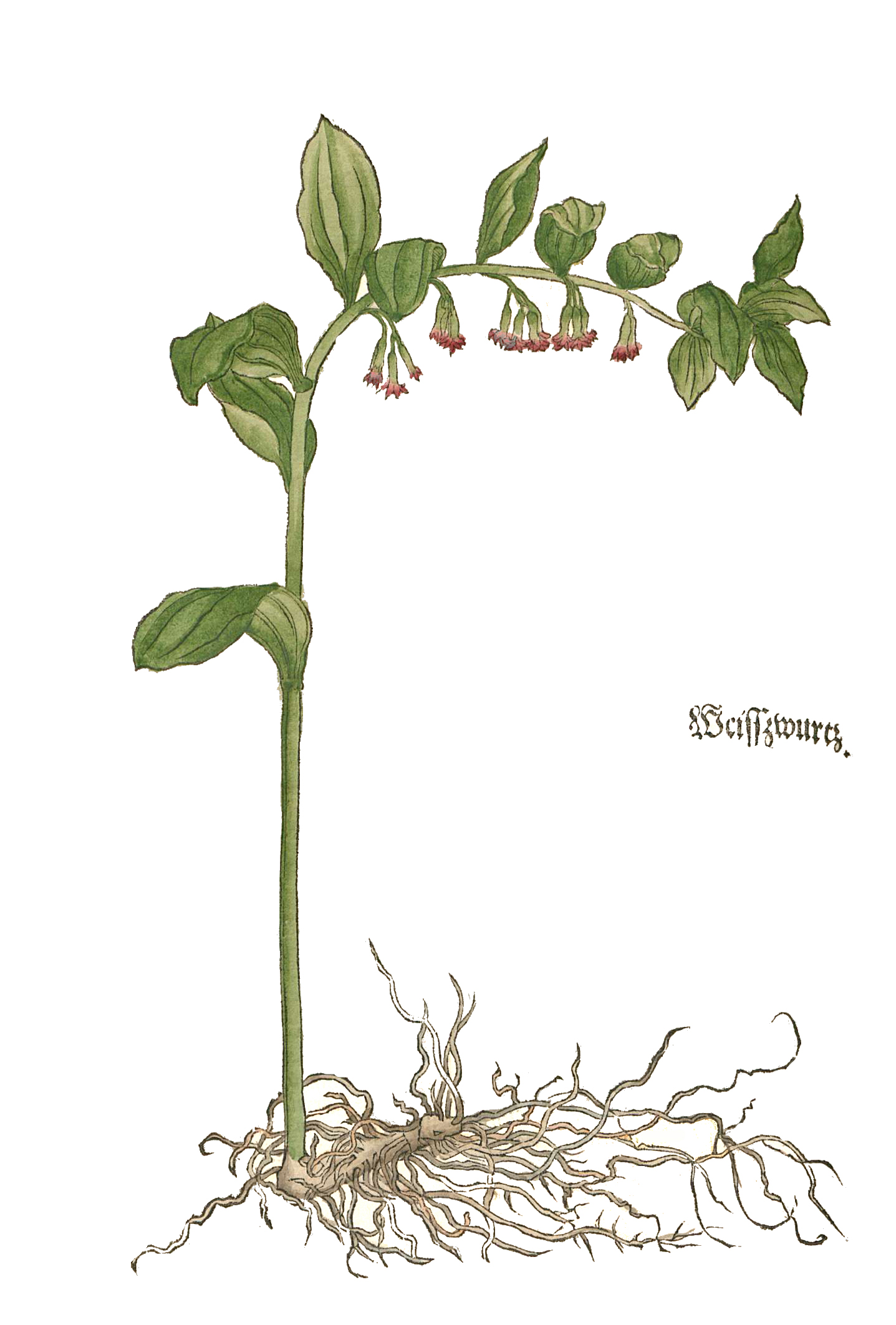
Otto Brunfels 1532 Weißwurtz
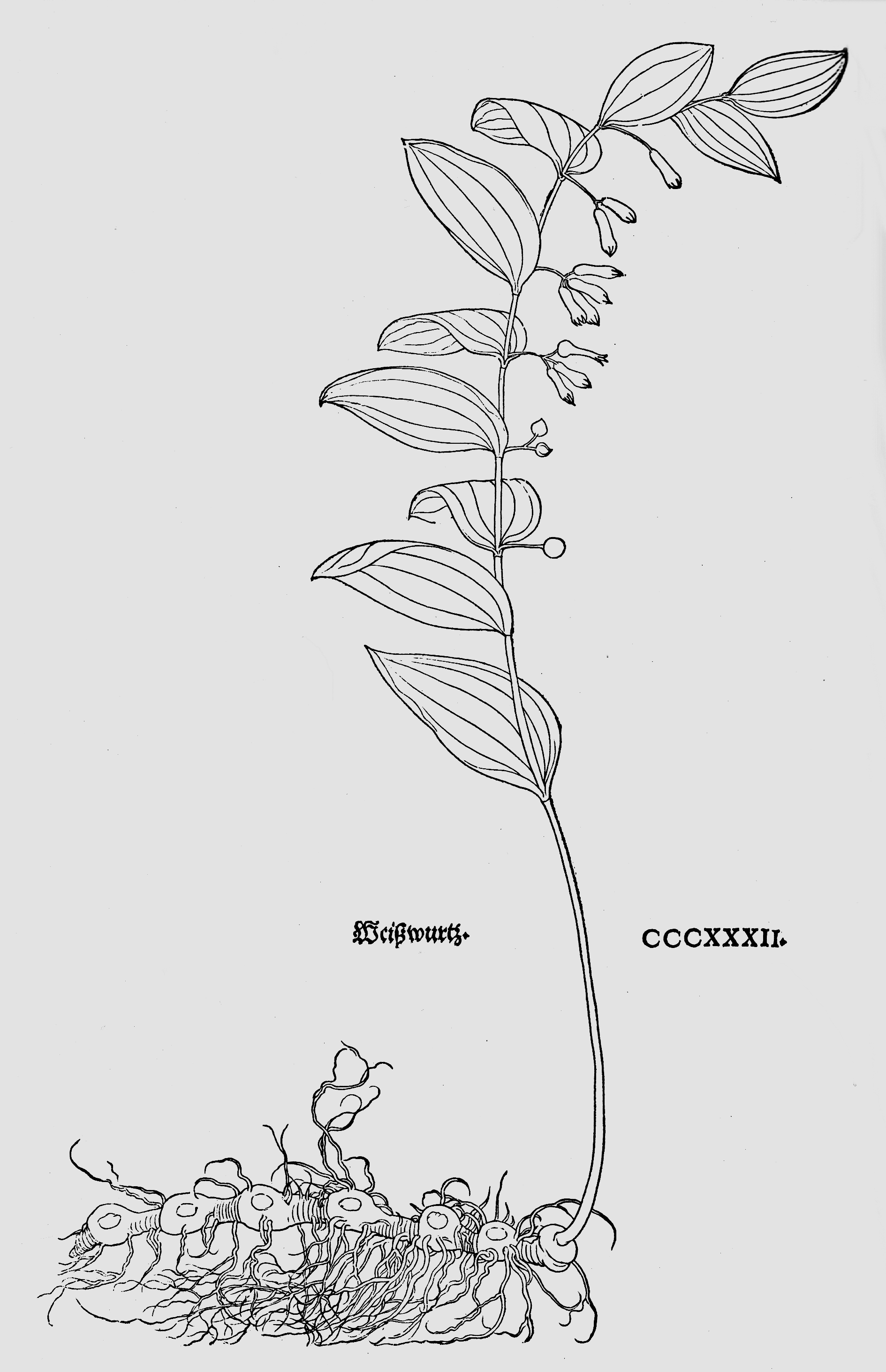
Leonhart Fuchs 1543 Weißwurtz
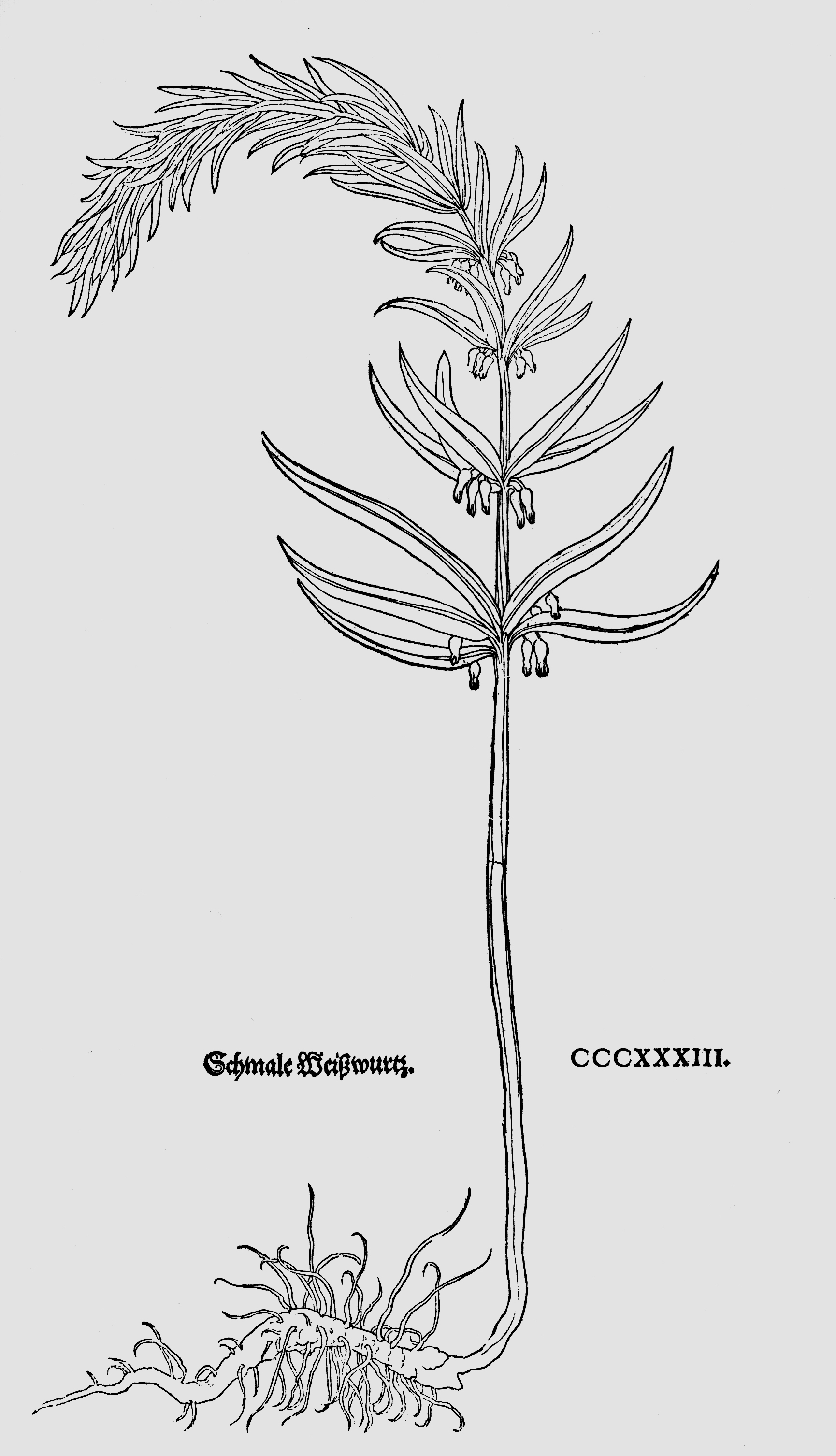
Leonhart Fuchs 1543 Schmale Weißwurtz
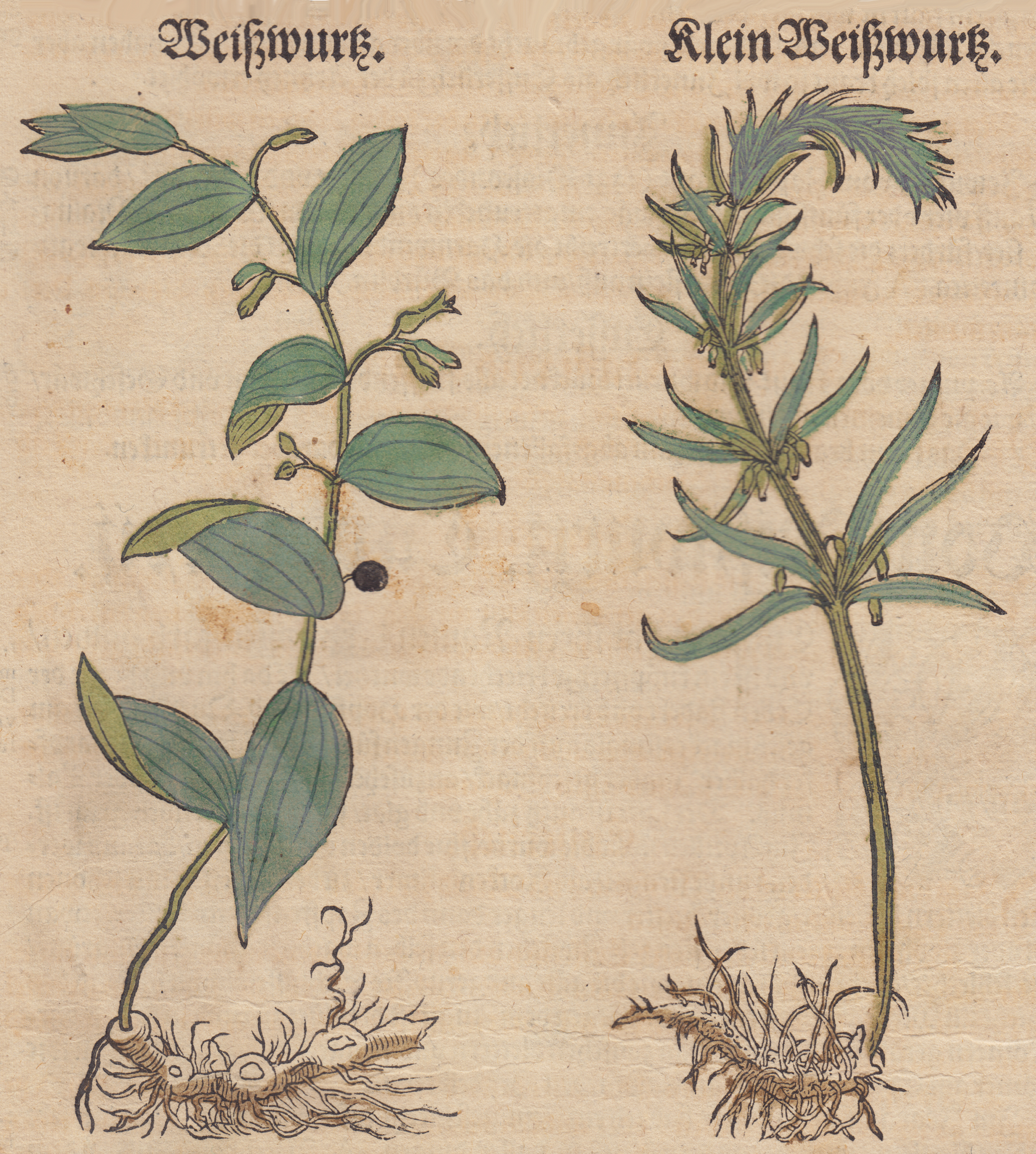
Hieronymus Bock 1546 Weißwurtz und Klein Weißwurtz

## Trivialnamen
Für die Vielblütige Weißwurz bestehen bzw. bestanden auch die weiteren deutschsprachigen Trivialnamen: Agestenangchrut (St. Gallen bei Werdenberg), Blutwurz (Augsburg), Geisseblatt (Schweiz), Hangdslelgen (Siebenbürgen), Jungfernschön (Schweiz), Leitarlichrut (St. Gallen am Oberrhein), Blutte Jungfrau (Schweiz), Nackte Jungfrau (Schweiz), Wille Maiblaume (Göttingen), Weiße Nilgen (Eifel bei Nürnburg), Schlangenbeere (Bern), Warzachrut (St. Gallen) und Weißwurz.